# Uzunyazı, Doğubayazıt
Uzunyazı là một xã thuộc huyện Doğubayazıt, tỉnh Ağrı, Thổ Nhĩ Kỳ. Dân số thời điểm năm 2011 là 624 người.